# Манастир Бриска гора
Манастир Бриска Гора је новоосновани манастир Српске православне цркве. Припада Митрополији црногорско-приморској.

## Прошлост
Храм је освештан 1930 године, као богомоља, све до 2020 године служио је као мирска богомоља. од сада ће бити општежитељна обитељ.
“Да ова Светиња, освештана рукама Светог патријарха исповједника Гаврила, постане манастир. И ово је чудо које се догађа у години када обиљежавамо 70 година од његовог блаженог упокојења у Београду”, рекао је Владика црногорско-приморски.
Стоједногодишњи, овдје присутни Богдан Перић, живи је свједок освећења овога храма, казао је Владика Амфилохије.
“И то је чудо Светог Василија, да то дијете ондашње, које је тада присуствовало освећењу храма, доживи овај велики дан претварања тога храма у обитељ, у женски манастир, када је наша сестра Олга примила жезал да буде прва настојатељица овога манастира. И то је једно велико знамење”, казао је Владика Амфилохије.
Додао је да је Црква Христова и данас гоњена, као што је гоњена кроз сву прошлост.
“Али то свето сјеме које је Господ посијао овдје на земљи, ево га, и данас доноси плодове и урађа богатим плодовима широм свијета. А и ово мјесто постаје једно од свједочанстава, и једно од чуда Светога Василија”, закључио је Владика Амфилохије.
Након Службе освештани је камен-подложник будућег конака.
Владика Амфилохије је рекао да ће овај дом бити дом Патријарха Гаврила.
“Који је био утамничен и у Првом свјетском рату, и у Другом свјетском рату у Дахауу. Ово је Бриска Гора, која је рођена из оне Сионске Горе на којој је Дух Свети сишао на апостоле”, казао је Владика црногорско-приморски.
Стоједногодишњи Богдан Перић је рекао да се сјећа освећења ове богомоље, “као да је то било јуче”.
“Срећан сам кад видим да су млади људи уз Цркву. Хвала Преосвештеном Владици Амфилохију што својим угледом и својим умом држи овај српски народ”, казао је старина Богдан Перић.

## Садашњост
Храм Светог Василија Острошког на Бриској Гори код Улциња данас је манастир, а његова настојатељица је досадашња инокиња манастира Рустово, Олга (Лечић). Овим поводом Владика Амфилохије је у овом храму са свештенством служио Службу Богу.У Божијој Служби проповиједи након читања Јеванђеља, Владика је рекао да се након деведесет година, колико је прошло од освећења ове богомоље, данас догађа ново чудо Светог Василија Острошког Чудотворца.
Мирослав Копривица је у јуну 2020. одбио да руши конак овог манастира, који је срушен по налогу власти Мила Ђукановића.